# Dymon Asia
Dymon Asia è una società di gestione degli investimenti focalizzata sull'Asia con sede a Singapore. È considerato uno dei più grandi hedge fund in Asia con uffici a Hong Kong, Tokyo e Londra. Nel 2022 gestisce un patrimonio (AUM) di 5,7 miliardi di dollari.

## Storia
Abax Dymon è stata fondata nel 2008 da Danny Yong e Keith Tan. Yong è stato socio fondatore e CIO di Abax Global Capital, un hedge fund con sede a Hong Kong di proprietà di Morgan Stanley. In precedenza è stato amministratore delegato presso Citadel LLC e responsabile del trading per FX e derivati del sud-est asiatico presso Goldman Sachs.
Nell'agosto 2008, la Tudor Investment Corporation ha fornito 123 milioni di dollari di finanziamenti iniziali a Dymon Asia.
Nell'agosto 2009, l'azienda si è separata da Abax Global Capital ed è stata ribattezzata Dymon Asia. Ha inoltre affermato di accettare denaro da investitori esterni. Inizialmente ha fatto affidamento su investitori europei per metà del suo denaro, ma in seguito ha raccolto capitali da investitori e fondi pensione statunitensi.
Nel maggio 2014, Temasek Holdings ha investito 500 milioni di dollari in Dymon Asia e ha anche acquisito una quota di minoranza nella società.
Il suo fondo di punta è il Dymon Asia Macro Fund che deteneva un patrimonio in gestione di 2 miliardi di dollari e ha registrato un rendimento del 37% nel primo trimestre del 2020. Nel 2012, è stata fondata Dymon Asia Private Equity come ramo di private equity di Dymon Asia. Si concentra sugli investimenti nelle PMI del sud-est asiatico.
Nel 2015, Dymon Asia Ventures è stata lanciata come braccio di venture capital di Dymon Asia e ha raccolto 50 milioni di dollari nel 2017 per investire in società fintech. Nel 2020, Dymon Asia Ventures è stata scorporata come società separata per formare Integra Partners. Sempre nel 2020 è stato lanciato il fondo di investimento Dymon Asia Multi-Strategy da 1 miliardo di dollari. Dymon Asia gestisce anche un fondo China Absolute Return Bond e il Jadea Segregated Portfolio, un fondo azionario long-short focalizzato sulla Grande Cina.

### Investimenti
Investimenti degni di nota includono Capital Match e QxBranch.